# Hydraziniumbromid
Hydraziniumbromid ist eine chemische Verbindung aus der Gruppe der Hydraziniumsalze.

## Gewinnung und Darstellung
Hydraziniumbromid kann durch Reaktion von Bromwasserstoffsäure mit Hydrazin gewonnen werden.

## Eigenschaften
Hydraziniumbromid ist ein brennbarer, schwer entzündbarer, kristalliner, farbloser, geruchloser Feststoff, der sehr leicht löslich in Wasser ist. Er zersetzt sich bei Erhitzung. Er besitzt eine monokline Kristallstruktur mit der Raumgruppe C2/c (Raumgruppen-Nr. 15).

## Verwendung
Hydraziniumbromid kann bei der Synthese von Bromstannaten und Bromstanniten durch Umsetzung mit Zinn(IV)-bromid und als Bestandteil von Lötflussmittel verwendet werden.